# Giorgio Lotti
Giorgio Lotti (Milano, 14 gennaio 1937) è un fotoreporter italiano, tra i più noti del suo paese.

## Biografia
Ha iniziato a fotografare nel 1954. Ha collaborato con quotidiani e riviste come La Notte, Milano Sera, Il Mondo, per poi approdare al francese Paris Match. Nel 1964 è entrato nello staff di Epoca e qui ha lavorato fino al 1997, anno di chiusura del giornale, quando è passato a Panorama, col quale ha collaborato fino al 2002. Nel 1973 si afferma in Cina per il suo ritratto a Zhou Enlai, Primo Ministro Cinese.
Nel 1979 in occasione della manifestazione "Venezia 79 la fotografia", patrocinata dall'Unesco, tiene un corso di foto giornalismo.
Sue immagini sono conservate in musei di tutto il mondo, tra i quali Victoria and Albert Museum di Londra, Cabinet des estampes di Parigi, University of Photojournalism Columbia di New York.

## Premi
- 1971: Premio Prora per denuncia dell'inquinamento
- 1973: The World Understanding Award, University of Photojournalism Columbia

## Pubblicazioni
- 1970: Venezia Muore
- 1972: Il Duomo Avvelenato
- 1974: Motocross
- 1976: Basket
- 1978: Il Teatro alla Scala
- 1980: La Nuova Cina
- 1981: Balletto
- 1982: LuceMare

## Mostre personali

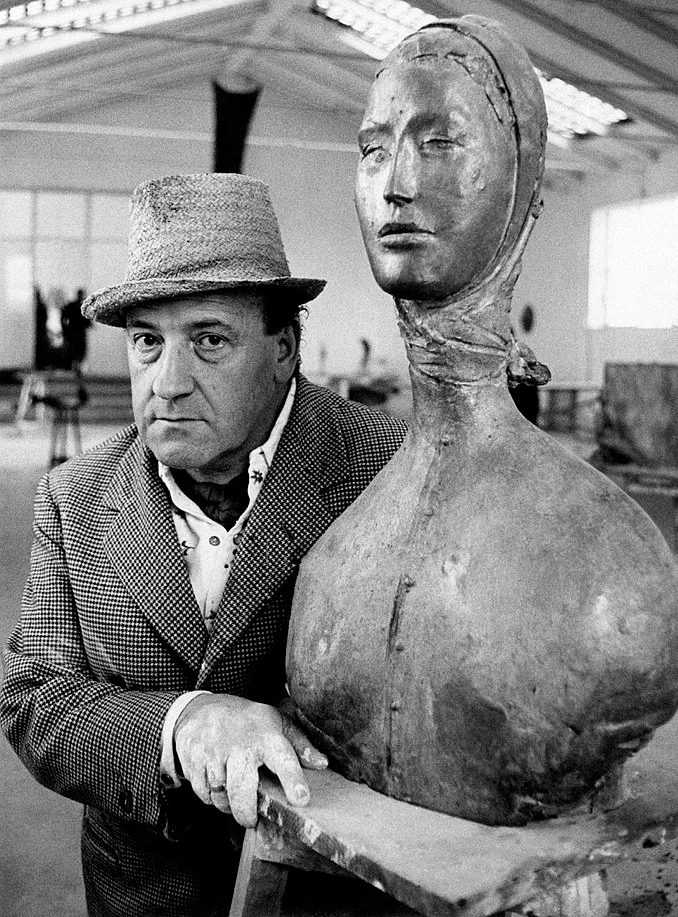
Giacomo Manzù in una foto di Giorgio Lotti

- 1966-1967: Firenze alluvionata e Mare
- 1968: Venezia Muore
- 1972: Inquinamento in Italia e Il Duomo Avvelenato
- 1973-1981: Cina
- 1975: Donna e sole
- 1977: Il Teatro alla Scala
- 1980: Balletto
- 1981: Terremoto in Irpinia
- 1982: LuceMare
- 2019: Cina Cina Cina